# Singapura nos Jogos Olímpicos de Verão de 1984
Singapura competiu nos Jogos Olímpicos de Verão de 1984, realizados em Los Angeles, Estados Unidos.